# اندیس تنباکوکار
تنباکوکار یک اندیس مصالح ساختمانی است که در حوالی شهر هفت گل استان خوزستان قرار دارد و مادهٔ معدنی موجود در آن، مارن است.سنگ میزبان این اندیس آهک و مارن میشان است و دیرینگی آن به دوران میوسن می‌رسد. 